# Pryzmat
Творческое объединение «Pryzmat» (пол. Zespół Filmowy „Pryzmat”) — польская киностудия, существующая 1972–1978. Художественным руководителем был сценарист Александр Сцибор-Рыльский, литературным руководителем был Тадеуш Конвицкий.

## Известные фильмы объединения «Pryzmat»
- 1972 — «По другую сторону радуги» / «Z tamtej strony tęczy»
- 1972 — «Разыскиваемый, разыскиваемая» / «Poszukiwany, poszukiwana»
- 1972 — «На краю пропасти» / «Na krawędzi»
- 1972 — «Капризы Лазаря» / «Kaprysy Łazarza»
- 1972 — «Как это случилось» / «Jezioro osobliwości»
- 1972 — «Девушки на выданье» / «Dziewczyny do wzięcia»
- 1974 — «Веретенницы» / «Padalce»
- 1974 — «Нет розы без огня» / «Nie ma róży bez ognia»
- 1974 — «Сколько той жизни» / «Ile jest życia» (телесериал)
- 1975 — «Мазепа» / «Mazepa»
- 1975 — «Дульские» / «Dulscy»
- 1975 — «Доктор Юдым» / «Doktor Judym»
- 1975 — «Бенямишек» / «Beniamiszek»
- 1976 — «С любовью» / «Con amore»
- 1976 — «Короткая жизнь» / «Krótkie życie» — Польша / Чехословакия (Filmové ateliéry Koliba)
- 1976 — «Большая система» / «Wielki układ»
- 1976 — «Брюнет вечерней порой» / «Brunet wieczorową porą»
- 1976 — «Дагни» / «Dagny» — Польша / Норвегия (Norsk Film)
- 1976 — «Через год, через день, через минуту…» / «Za rok, za dzień, za chwilę»
- 1976-1977 — «Польские пути» / «Polskie drogi» (телесериал)
- 1977 — «Палас-отель» / «Palace Hotel»
- 1977 — «Кукла» / «Lalka» (телесериал)
- 1978 — «Знаки зодиака» / «Znaki zodiaku»
- 1978 — «Хэлло, Шпицбрудка» / «Hallo Szpicbródka»
- 1978 — «Что ты мне сделаешь, когда поймаешь» / «Co mi zrobisz jak mnie złapiesz»
- 1976-1978 — «На серебряной планете» / «Na srebrnym globie»